# Zemeros annamensis
Zemeros annamensis är en fjärilsart som beskrevs av Hans Fruhstorfer 1912. Zemeros annamensis ingår i släktet Zemeros och familjen Riodinidae. Inga underarter finns listade i Catalogue of Life.